# Никулеску, Штефан
Штефан Никулеску (рум. Ştefan Niculescu; 21 июля 1927, Морени — 22 января 2008, Бухарест) — румынский композитор и музыковед, педагог.

## Биография
В 1941—1946 и 1952—1957 годах Никулеску занимался в Бухарестской консерватории. Среди его преподавателей были Й. Киреску (музыкально-теоретические предметы), Й. Думитреску, Михаил Жора (гармония, полифония), М. Андрику (композиция). В 1966—1968 годах Никулеску посещал Международные летние курсы новой музыки в Дармштадте. В 1966 году прослушал курс электронной музыки в Мюнхене. В 1960—1963 годах был научным сотрудником Института истории искусств, с 1963 преподавал в Бухарестской консерватории. Как композитор основное внимание уделял оркестровой и камерно-инструментальной музыке.

## Сочинения
- Симфонии (1957, 1978).
- Симфония для 15 солирующих инструментов (1963).
- «Унисоны» («Unisonos», 1970).
- «Гетероморфия» («Eteromorfie», 1967) для оркестра, струнного трио (1957).
- Секстет для духовых (1969).
- Кантата для меццо-сопрано.
- 5 деревянных духовых «Перекрёсток» («Rascruce», 1965).
- Сочинение для хора a cappella «Афоризмы Гераклита» («Aforisme de Heraclit», 1969).